# Гексабромоплатинат(IV) калия
Гексабромоплатинат(IV) калия — неорганическое соединение,
комплексный бромид калия и платины
с формулой K2PtBr6,
красно-коричневые кристаллы,
плохо растворяется в холодной воде.

## Получение
Платинат получают двумя характерными реакциями:
- Обменная реакция гексабромоплатината(IV) водорода:

{\displaystyle {\mathsf {H_{2}[PtBr_{6}]+2KBr\ {\xrightarrow {}}\ K_{2}[PtBr_{6}]\downarrow +2HBr}}}
- Обменная реакция гексахлороплатината(IV) калия:

{\displaystyle {\mathsf {K_{2}[PtCl_{6}]+6KBr\ {\xrightarrow {}}\ K_{2}[PtBr_{6}]\downarrow +6KCl}}}

## Физические свойства
Гексабромоплатинат(IV) калия образует красно-коричневые кристаллы
кубической сингонии,
параметры ячейки a = 1,037 нм, Z = 4.
Плохо растворяется в холодной воде, не растворяется в этаноле.